# 24H Series 2025
 (mai 2025).
La mise en forme du texte ne suit pas les recommandations de Wikipédia : il faut le « wikifier ».
Les points d'amélioration suivants sont les cas les plus fréquents :
- Les titres sont pré-formatés par le logiciel. Ils ne sont ni en capitales, ni en gras.
- Le texte ne doit pas être écrit en capitales (les noms de famille non plus), ni en gras, ni en italique, ni en « petit »…
- Le gras n'est utilisé que pour surligner le titre de l'article dans l'introduction, une seule fois.
- L'italique est rarement utilisé : mots en langue étrangère, titres d'œuvres, noms de bateaux, etc.
- Les citations ne sont pas en italique mais en corps de texte normal. Elles sont entourées par des guillemets français : « et ».
- Les listes à puces sont à éviter, des paragraphes rédigés étant largement préférés. Les tableaux sont à réserver à la présentation de données structurées (résultats, etc.).
- Les appels de note de bas de page (petits chiffres en exposant, introduits par l'outil «  Source ») sont à placer entre la fin de phrase et le point final[comme ça].
- Les liens internes (vers d'autres articles de Wikipédia) sont à choisir avec parcimonie. Créez des liens vers des articles approfondissant le sujet. Les termes génériques sans rapport avec le sujet sont à éviter, ainsi que les répétitions de liens vers un même terme.
- Les liens externes sont à placer uniquement dans une section « Liens externes », à la fin de l'article. Ces liens sont à choisir avec parcimonie suivant les règles définies. Si un lien sert de source à l'article, son insertion dans le texte est à faire par les notes de bas de page.
- La présentation des références doit suivre les conventions bibliographiques. Il est recommandé d'utiliser les modèles {{Ouvrage}}, {{Chapitre}}, {{Article}}, {{Lien web}} et/ou {{Bibliographie}}. Le mode d'édition visuel peut mettre en forme automatiquement les références.
- Insérer une infobox (cadre d'informations à droite) n'est pas obligatoire pour parachever la mise en page.

Pour une aide détaillée, merci de consulter Aide:Wikification.
Si vous pensez que ces points ont été résolus, vous pouvez retirer ce bandeau et améliorer la mise en forme d'un autre article.
Navigation
Édition précédente Édition suivante
La saison 2025 des 24H Series, sponsorisé par Michelin, représente la onzième édition du championnat et la seizième depuis que Creventic, le promoteur de l'événement, a commencé à programmer plusieurs courses annuelles. Les courses sont disputées avec des voitures de spécification GT3, des voitures de spécification GT4 (en), des voitures de sport et des voitures spéciales 24H, comme des voitures silhouette, des voitures de tourisme TCR (en), des voitures TCX et des voitures TC.

## Calendrier
|          | Événement                      | Circuit                                                              | Date            |
| -------- | ------------------------------ | -------------------------------------------------------------------- | --------------- |
| 1        | 12 heures du Mugello           | Circuit du Mugello, Scarperia et San Piero, Italie                   | 21-23 mars      |
| 2        | 12 Heures de Spa-Francorchamps | Circuit de Spa-Francorchamps, Stavelot, Belgique                     | 18–20 avril     |
| 3        | 12 heures de Misano            | Circuit mondial de Misano Marco Simoncelli, Misano Adriatico, Italie | 23-24 mai       |
| 4        | 12 Heures du Paul Ricard       | Circuit Paul Ricard, Le Castellet, Var, France                       | 5–7 juillet     |
| 5        | 24 heures de Barcelone         | Circuit de Barcelone-Catalogne, Montmeló, Espagne                    | 26–28 septembre |
| Source : |                                |                                                                      |                 |

## Voitures
| GT3                                 | GT3 |
| ----------------------------------- | --- |
| Aston Martin Vantage AMR GT3 Evo    |     |
| Audi R8 LMS Evo II                  |     |
| Ferrari 296 GT3                     |     |
| Ferrari 488 GT3 Evo 2020            |     |
| Lamborghini Huracán GT3 Evo 1       |     |
| Lamborghini Huracán GT3 Evo 2       |     |
| Mercedes-AMG GT3 Evo                |     |
| Porsche 911 GT3 R (992)             |     |
| SP4                                 |     |
| Porsche 911 GT3 R Evo (992)         |     |
| GTX                                 |     |
| IRC GT                              |     |
| Vortex 2.0                          |     |
| 992                                 |     |
| Porsche 992 GT3 Cup                 |     |
| GT4                                 |     |
| BMW M4 GT4 Evo (G82)                |     |
| Lotus Emira GT4                     |     |
| Mercedes-AMG GT4                    |     |
| Porsche 718 Cayman GT4 RS Clubsport |     |
| TCX                                 |     |
| BMW M3 E46                          |     |
| CUPRA León TCR                      |     |

## Équipes et pilotes
| Équipe                                                                        | Voiture                                                       | Moteur                                | No. | Pilote                                     | Classe                   | Évènement |
| GT3                                                                           | GT3                                                           | GT3                                   | GT3 | GT3                                        | GT3                      | GT3       |
| ----------------------------------------------------------------------------- | ------------------------------------------------------------- | ------------------------------------- | --- | ------------------------------------------ | ------------------------ | --------- |
| HAAS RT                                                                       | Audi R8 LMS Evo II                                            | Audi DAR 5.2 L V10                    | 2   | Tom Jackson                                | Am                       | 2         |
| HAAS RT                                                                       | Audi R8 LMS Evo II                                            | Audi DAR 5.2 L V10                    | 2   | Ameerh Naran                               | Am                       | 2         |
| HAAS RT                                                                       | Audi R8 LMS Evo II                                            | Audi DAR 5.2 L V10                    | 21  | Olivier Bertels                            | Am                       | 2         |
| HAAS RT                                                                       | Audi R8 LMS Evo II                                            | Audi DAR 5.2 L V10                    | 21  | Xavier Knauf                               | Am                       | 2         |
| HAAS RT                                                                       | Audi R8 LMS Evo II                                            | Audi DAR 5.2 L V10                    | 21  | Gregory Servais                            | Am                       | 2         |
| CCC Kessel Racing                                                             | Ferrari 296 GT3                                               | Ferrari F163CE 3.0 L Turbo V6         | 8   | Alessandro Cutrera                         | PA                       | 1         |
| CCC Kessel Racing                                                             | Ferrari 296 GT3                                               | Ferrari F163CE 3.0 L Turbo V6         | 8   | Leonardo-Maria del Vecchio                 | PA                       | 1         |
| CCC Kessel Racing                                                             | Ferrari 296 GT3                                               | Ferrari F163CE 3.0 L Turbo V6         | 8   | Marco Frezza                               | PA                       | 1         |
| CCC Kessel Racing                                                             | Ferrari 296 GT3                                               | Ferrari F163CE 3.0 L Turbo V6         | 8   | David Fumanelli                            | PA                       | 1         |
| CCC Kessel Racing                                                             | Ferrari 296 GT3                                               | Ferrari F163CE 3.0 L Turbo V6         | 8   | Matt Bell                                  | PA                       | 2         |
| CCC Kessel Racing                                                             | Ferrari 296 GT3                                               | Ferrari F163CE 3.0 L Turbo V6         | 8   | Dustin Blattner                            | PA                       | 2         |
| CCC Kessel Racing                                                             | Ferrari 296 GT3                                               | Ferrari F163CE 3.0 L Turbo V6         | 8   | Constantin Dressler                        | PA                       | 2         |
| CCC Kessel Racing                                                             | Ferrari 296 GT3                                               | Ferrari F163CE 3.0 L Turbo V6         | 8   | Blake McDonald                             | PA                       | 2         |
| Hofor Racing                                                                  | Mercedes-AMG GT3 Evo                                          | Mercedes-AMG M159 6.2 L V8            | 11  | Michael Kroll                              | Am                       | 1–2       |
| Hofor Racing                                                                  | Mercedes-AMG GT3 Evo                                          | Mercedes-AMG M159 6.2 L V8            | 11  | Alexander Prinz                            | Am                       | 1–2       |
| Hofor Racing                                                                  | Mercedes-AMG GT3 Evo                                          | Mercedes-AMG M159 6.2 L V8            | 11  | Chantal Prinz                              | Am                       | 1–2       |
| Hofor Racing                                                                  | Mercedes-AMG GT3 Evo                                          | Mercedes-AMG M159 6.2 L V8            | 11  | Maximilian Partl                           | Am                       | 1         |
| Hofor Racing                                                                  | Mercedes-AMG GT3 Evo                                          | Mercedes-AMG M159 6.2 L V8            | 11  | Torsten Kratz                              | Am                       | 2         |
| Pellin Racing                                                                 | Ferrari 488 GT3 Evo 2020                                      | Ferrari F154CB 3.9 L Turbo V8         | 23  | Thor Haugen                                | P                        | 1–2       |
| Pellin Racing                                                                 | Ferrari 488 GT3 Evo 2020                                      | Ferrari F154CB 3.9 L Turbo V8         | 23  | Paolo Ruberti                              | P                        | 1–2       |
| Pellin Racing                                                                 | Ferrari 296 GT3                                               | Ferrari F163CE 3.0 L Turbo V6         | 29  | Lisa Clark                                 | P                        | 1–2       |
| Pellin Racing                                                                 | Ferrari 296 GT3                                               | Ferrari F163CE 3.0 L Turbo V6         | 29  | Kyle Marcelli                              | P                        | 1–2       |
| Pellin Racing                                                                 | Ferrari 296 GT3                                               | Ferrari F163CE 3.0 L Turbo V6         | 29  | Felice Jelmini                             | P                        | 1–2       |
| Heart of Racing by SPS                                                        | Mercedes-AMG GT3 Evo                                          | Mercedes-AMG M159 6.2 L V8            | 27  | Hannah Grisham                             | Am                       | 1         |
| Heart of Racing by SPS                                                        | Mercedes-AMG GT3 Evo                                          | Mercedes-AMG M159 6.2 L V8            | 27  | Ian James                                  | Am                       | 1         |
| Heart of Racing by SPS                                                        | Mercedes-AMG GT3 Evo                                          | Mercedes-AMG M159 6.2 L V8            | 27  | Gray Newell                                | Am                       | 1         |
| ARC Bratislava                                                                | Lamborghini Huracán GT3 Evo 1 Lamborghini Huracán GT3 Evo 2 2 | Lamborghini DGF 5.2 L V10             | 44  | Miro Konôpka                               | Am                       | 1–2       |
| ARC Bratislava                                                                | Lamborghini Huracán GT3 Evo 1 Lamborghini Huracán GT3 Evo 2 2 | Lamborghini DGF 5.2 L V10             | 44  | Jiatong Liang                              | Am                       | 1–2       |
| ARC Bratislava                                                                | Lamborghini Huracán GT3 Evo 1 Lamborghini Huracán GT3 Evo 2 2 | Lamborghini DGF 5.2 L V10             | 44  | Zdeno Mikulasko                            | Am                       | 1         |
| ARC Bratislava                                                                | Lamborghini Huracán GT3 Evo 1 Lamborghini Huracán GT3 Evo 2 2 | Lamborghini DGF 5.2 L V10             | 44  | Gerhard Tweraser                           | Am                       | 1         |
| ARC Bratislava                                                                | Lamborghini Huracán GT3 Evo 1 Lamborghini Huracán GT3 Evo 2 2 | Lamborghini DGF 5.2 L V10             | 44  | Adam Konôpka                               | Am                       | 2         |
| ARC Bratislava                                                                | Lamborghini Huracán GT3 Evo 1 Lamborghini Huracán GT3 Evo 2 2 | Lamborghini DGF 5.2 L V10             | 44  | Andrzej Lewandowski                        | Am                       | 2         |
| Scuderia Praha                                                                | Ferrari 296 GT3                                               | Ferrari F163 3.0 L Turbo V6           | 56  | Josef Král                                 | PA                       | 1–2       |
| Scuderia Praha                                                                | Ferrari 296 GT3                                               | Ferrari F163 3.0 L Turbo V6           | 56  | Matúš Výboh                                | PA                       | 1–2       |
| Scuderia Praha                                                                | Ferrari 296 GT3                                               | Ferrari F163 3.0 L Turbo V6           | 56  | Miroslav Výboh                             | PA                       | 1–2       |
| Scuderia Praha                                                                | Ferrari 296 GT3                                               | Ferrari F163 3.0 L Turbo V6           | 56  | Dennis Waszek                              | PA                       | 2         |
| MP Racing                                                                     | Mercedes-AMG GT3 Evo                                          | Mercedes-AMG M159 6.2 L V8            | 58  | Corinna Gostner                            | Am                       | 1         |
| MP Racing                                                                     | Mercedes-AMG GT3 Evo                                          | Mercedes-AMG M159 6.2 L V8            | 58  | David Gostner                              | Am                       | 1         |
| MP Racing                                                                     | Mercedes-AMG GT3 Evo                                          | Mercedes-AMG M159 6.2 L V8            | 58  | Manuela Gostner                            | Am                       | 1         |
| MP Racing                                                                     | Mercedes-AMG GT3 Evo                                          | Mercedes-AMG M159 6.2 L V8            | 58  | Thomas Gostner                             | Am                       | 1         |
| Iron Lynx – Grove Racing                                                      | Mercedes-AMG GT3 Evo                                          | Mercedes-AMG M159 6.2 L V8            | 63  | Brenton Grove                              |                          | TBC       |
| Iron Lynx – Grove Racing                                                      | Mercedes-AMG GT3 Evo                                          | Mercedes-AMG M159 6.2 L V8            | 63  | Stephen Grove                              | TBC                      |           |
| Iron Lynx – Grove Racing                                                      | Mercedes-AMG GT3 Evo                                          | Mercedes-AMG M159 6.2 L V8            | 63  | Andrea Piccini                             | TBC                      |           |
| Viper Niza Racing                                                             | Mercedes-AMG GT3 Evo                                          | Mercedes-AMG M159 6.2 L V8            | 65  | Dominic Ang                                | Am                       | 2         |
| Viper Niza Racing                                                             | Mercedes-AMG GT3 Evo                                          | Mercedes-AMG M159 6.2 L V8            | 65  | Douglas Khoo                               | Am                       | 2         |
| Viper Niza Racing                                                             | Mercedes-AMG GT3 Evo                                          | Mercedes-AMG M159 6.2 L V8            | 65  | Melvin Moh                                 | Am                       | 2         |
| Continental Racing by Simpson Motorsport                                      | Audi R8 LMS Evo II                                            | Audi DAR 5.2 L V10                    | 69  | Modèle:Country data white David Pogosyan   | Am                       | 1–2       |
| Continental Racing by Simpson Motorsport                                      | Audi R8 LMS Evo II                                            | Audi DAR 5.2 L V10                    | 69  | Andrey Solukovtsev                         | Am                       | 1–2       |
| Continental Racing by Simpson Motorsport                                      | Audi R8 LMS Evo II                                            | Audi DAR 5.2 L V10                    | 69  | Vasily Vladykin                            | Am                       | 1–2       |
| Juta Racing                                                                   | Audi R8 LMS Evo II                                            | Audi DAR 5.2 L V10                    | 71  | Arunas Geciauskas                          | Am                       | 1–2       |
| Juta Racing                                                                   | Audi R8 LMS Evo II                                            | Audi DAR 5.2 L V10                    | 71  | Nicola Michelon                            | Am                       | 1–2       |
| Juta Racing                                                                   | Audi R8 LMS Evo II                                            | Audi DAR 5.2 L V10                    | 71  | Tim Müller                                 | Am                       | 1–2       |
| Proton Huber Competition                                                      | Porsche 911 GT3 R (992)                                       | Porsche M97/80 4.2 L Flat-6           | 73  | Klaus Bachler                              | PA                       | 1–2       |
| Proton Huber Competition                                                      | Porsche 911 GT3 R (992)                                       | Porsche M97/80 4.2 L Flat-6           | 73  | Jörg Dreisow                               | PA                       | 1–2       |
| Proton Huber Competition                                                      | Porsche 911 GT3 R (992)                                       | Porsche M97/80 4.2 L Flat-6           | 73  | Manuel Lauck                               | PA                       | 1–2       |
| Proton Huber Competition                                                      | Porsche 911 GT3 R (992)                                       | Porsche M97/80 4.2 L Flat-6           | 73  | Laura van den Hengel                       | PA                       | 1         |
| Proton Huber Competition                                                      | Porsche 911 GT3 R (992)                                       | Porsche M97/80 4.2 L Flat-6           | 73  | Constantin Dressler                        | PA                       | 2         |
| Era Motorsport                                                                | Ferrari 296 GT3                                               | Ferrari F163 3.0 L Twin Turbo V6      | 81  | Jake Hill                                  | PA                       | 1–2       |
| Era Motorsport                                                                | Ferrari 296 GT3                                               | Ferrari F163 3.0 L Twin Turbo V6      | 81  | Dwight Merriman                            | PA                       | 1–2       |
| Era Motorsport                                                                | Ferrari 296 GT3                                               | Ferrari F163 3.0 L Twin Turbo V6      | 81  | Kyle Tilley                                | PA                       | 1–2       |
| Era Motorsport                                                                | Ferrari 296 GT3                                               | Ferrari F163 3.0 L Twin Turbo V6      | 81  | Ryan Dalziel                               | PA                       | 1–2       |
| E2P Racing                                                                    | Aston Martin Vantage AMR GT3 Evo                              | Aston Martin M177 4.0 L Twin-Turbo V8 | 90  | Pablo Burguera                             | Am                       | 1–2       |
| E2P Racing                                                                    | Aston Martin Vantage AMR GT3 Evo                              | Aston Martin M177 4.0 L Twin-Turbo V8 | 90  | Oliver Campos                              | Am                       | 1–2       |
| E2P Racing                                                                    | Aston Martin Vantage AMR GT3 Evo                              | Aston Martin M177 4.0 L Twin-Turbo V8 | 90  | Antonio Sainero                            | Am                       | 1–2       |
| E2P Racing                                                                    | Aston Martin Vantage AMR GT3 Evo                              | Aston Martin M177 4.0 L Twin-Turbo V8 | 90  | Kosta Kanaroglou                           | Am                       | TBC       |
| E2P Racing                                                                    | Aston Martin Vantage AMR GT3 Evo                              | Aston Martin M177 4.0 L Twin-Turbo V8 | 90  | Javier Morcillo                            | Am                       | TBC       |
| Red Ant Racing                                                                | Mercedes-AMG GT3 Evo                                          | Mercedes-AMG M159 6.2 L V8            | 93  | Kobe de Breucker                           | P                        | 1–2       |
| Red Ant Racing                                                                | Mercedes-AMG GT3 Evo                                          | Mercedes-AMG M159 6.2 L V8            | 93  | Kenneth Hayer                              | P                        | 1–2       |
| Red Ant Racing                                                                | Mercedes-AMG GT3 Evo                                          | Mercedes-AMG M159 6.2 L V8            | 93  | Ayrton Redant                              | P                        | 1–2       |
| Red Ant Racing                                                                | Mercedes-AMG GT3 Evo                                          | Mercedes-AMG M159 6.2 L V8            | 93  | Yannick Redant                             | P                        | 1–2       |
| Manamauri Energy by Ebimotors                                                 | Porsche 911 GT3 R (992)                                       | Porsche M97/80 4.2 L Flat-6           | 95  | Fabrizio Broggi                            | PA                       | 1         |
| Manamauri Energy by Ebimotors                                                 | Porsche 911 GT3 R (992)                                       | Porsche M97/80 4.2 L Flat-6           | 95  | Sabino de Castro                           | PA                       | 1         |
| Manamauri Energy by Ebimotors                                                 | Porsche 911 GT3 R (992)                                       | Porsche M97/80 4.2 L Flat-6           | 95  | Sergiu Nicolae                             | PA                       | 1         |
| Ziggo Sport – Tempesta Racing                                                 | Porsche 911 GT3 R (992)                                       | Porsche M97/80 4.2 L Flat-6           | 193 | Jonathan Hui                               | P                        | 2         |
| Ziggo Sport – Tempesta Racing                                                 | Porsche 911 GT3 R (992)                                       | Porsche M97/80 4.2 L Flat-6           | 193 | Chris Froggatt                             | P                        | 2         |
| Ziggo Sport – Tempesta Racing                                                 | Porsche 911 GT3 R (992)                                       | Porsche M97/80 4.2 L Flat-6           | 193 | Loek Hartog                                | P                        | 2         |
| SP4                                                                           |                                                               |                                       |     |                                            |                          |           |
| Herberth Motorsport                                                           | Porsche 911 GT3 R Evo (992)                                   | Porsche M97/80 4.2 L Flat-6           | 91  | Ralf Bohn                                  | Ralf Bohn                | 2         |
| Herberth Motorsport                                                           | Porsche 911 GT3 R Evo (992)                                   | Porsche M97/80 4.2 L Flat-6           | 91  | Laurin Heinrich                            | Laurin Heinrich          | 2         |
| Herberth Motorsport                                                           | Porsche 911 GT3 R Evo (992)                                   | Porsche M97/80 4.2 L Flat-6           | 91  | Alfred Renauer                             | Alfred Renauer           | 2         |
| Herberth Motorsport                                                           | Porsche 911 GT3 R Evo (992)                                   | Porsche M97/80 4.2 L Flat-6           | 91  | Robert Renauer                             | Robert Renauer           | 2         |
| GTX                                                                           |                                                               |                                       |     |                                            |                          |           |
| 111 Racing                                                                    | IRC GT                                                        | GM LS3 6.2 L V8                       | 111 | Darren Currie                              | Darren Currie            | 1–2       |
| 111 Racing                                                                    | IRC GT                                                        | GM LS3 6.2 L V8                       | 111 | Grant Donaldson                            | Grant Donaldson          | 1         |
| 111 Racing                                                                    | IRC GT                                                        | GM LS3 6.2 L V8                       | 111 | Geoffrey Emery                             | Geoffrey Emery           | 2         |
| 111 Racing                                                                    | IRC GT                                                        | GM LS3 6.2 L V8                       | 111 | Daniel Studdard                            | Daniel Studdard          | 2         |
| Vortex V8                                                                     | Vortex 2.0                                                    | Chevrolet LS3 6.2 L V8                | 701 | Lionel Amrouche                            | Lionel Amrouche          | 1–2       |
| Vortex V8                                                                     | Vortex 2.0                                                    | Chevrolet LS3 6.2 L V8                | 701 | Philippe Bonnel                            | Philippe Bonnel          | 1–2       |
| Vortex V8                                                                     | Vortex 2.0                                                    | Chevrolet LS3 6.2 L V8                | 701 | Cyril Calmon                               | Cyril Calmon             | 1–2       |
| Vortex V8                                                                     | Vortex 2.0                                                    | Chevrolet LS3 6.2 L V8                | 702 | Arnoud Gomez                               | Arnoud Gomez             | 1         |
| Vortex V8                                                                     | Vortex 2.0                                                    | Chevrolet LS3 6.2 L V8                | 702 | Olivier Gomez                              | Olivier Gomez            | 1         |
| Vortex V8                                                                     | Vortex 2.0                                                    | Chevrolet LS3 6.2 L V8                | 702 | Lionel Amrouche                            | Lionel Amrouche          | 2         |
| Vortex V8                                                                     | Vortex 2.0                                                    | Chevrolet LS3 6.2 L V8                | 702 | Julien Boillot                             | Julien Boillot           | 2         |
| Vortex V8                                                                     | Vortex 2.0                                                    | Chevrolet LS3 6.2 L V8                | 702 | Alexandre De Bernardinis                   | Alexandre De Bernardinis | 2         |
| 992                                                                           |                                                               |                                       |     |                                            |                          |           |
| SebLajoux Racing                                                              | Porsche 992 GT3 Cup                                           | Porsche 4.0 L Flat-6                  | 888 | Sebastien Lajoux                           | Am                       | 1–2       |
| SebLajoux Racing                                                              | Porsche 992 GT3 Cup                                           | Porsche 4.0 L Flat-6                  | 888 | Paul Meijer                                | Am                       | 1–2       |
| SebLajoux Racing                                                              | Porsche 992 GT3 Cup                                           | Porsche 4.0 L Flat-6                  | 888 | Stéphane Perrin                            | Am                       | 1–2       |
| SebLajoux Racing                                                              | Porsche 992 GT3 Cup                                           | Porsche 4.0 L Flat-6                  | 888 | Nigel Bailly                               | Am                       | 1         |
| SebLajoux Racing                                                              | Porsche 992 GT3 Cup                                           | Porsche 4.0 L Flat-6                  | 888 | Marlon Menden                              | Am                       | 2         |
| \| Ajith Kumar Racing by BKR[N 2] \| \| Ajith Kumar Racing by Red Ant[N 2] \| | Porsche 992 GT3 Cup                                           | Porsche 4.0 L Flat-6                  | 901 | Mathieu Detry                              | Am                       | 1–2       |
| \| Ajith Kumar Racing by BKR[N 2] \| \| Ajith Kumar Racing by Red Ant[N 2] \| | Porsche 992 GT3 Cup                                           | Porsche 4.0 L Flat-6                  | 901 | Fabian Duffieux                            | Am                       | 1–2       |
| \| Ajith Kumar Racing by BKR[N 2] \| \| Ajith Kumar Racing by Red Ant[N 2] \| | Porsche 992 GT3 Cup                                           | Porsche 4.0 L Flat-6                  | 901 | Ajith Kumar                                | Am                       | 1–2       |
| \| Ajith Kumar Racing by BKR[N 2] \| \| Ajith Kumar Racing by Red Ant[N 2] \| | Porsche 992 GT3 Cup                                           | Porsche 4.0 L Flat-6                  | 901 | Cameron McLeod                             | Am                       | TBC       |
| Van Berlo Motorsport by Bas Koeten Racing                                     | Porsche 992 GT3 Cup                                           | Porsche 4.0 L Flat-6                  | 925 | Glenn van Berlo                            | Am                       | 2         |
| Van Berlo Motorsport by Bas Koeten Racing                                     | Porsche 992 GT3 Cup                                           | Porsche 4.0 L Flat-6                  | 925 | Marcel van Berlo                           | Am                       | 2         |
| Van Berlo Motorsport by Bas Koeten Racing                                     | Porsche 992 GT3 Cup                                           | Porsche 4.0 L Flat-6                  | 925 | Bart van Helden                            | Am                       | 2         |
| Holmgaard Motorsport                                                          | Porsche 992 GT3 Cup                                           | Porsche 4.0 L Flat-6                  | 902 | Jonas Holmgaard                            | P                        | 1–2       |
| Holmgaard Motorsport                                                          | Porsche 992 GT3 Cup                                           | Porsche 4.0 L Flat-6                  | 902 | Magnus Holmgaard                           | P                        | 1–2       |
| Holmgaard Motorsport                                                          | Porsche 992 GT3 Cup                                           | Porsche 4.0 L Flat-6                  | 902 | Martin Vedel Mortensen                     | P                        | 1–2       |
| Holmgaard Motorsport                                                          | Porsche 992 GT3 Cup                                           | Porsche 4.0 L Flat-6                  | 902 | Patrick Steen Rasmussen                    | P                        | 1–2       |
| RPM Racing                                                                    | Porsche 992 GT3 Cup                                           | Porsche 4.0 L Flat-6                  | 907 | Philip Hamprecht                           | Am                       | 1–2       |
| RPM Racing                                                                    | Porsche 992 GT3 Cup                                           | Porsche 4.0 L Flat-6                  | 907 | Niclas Jönsson                             | Am                       | 1–2       |
| RPM Racing                                                                    | Porsche 992 GT3 Cup                                           | Porsche 4.0 L Flat-6                  | 907 | Tracy Krohn                                | Am                       | 1–2       |
| Red Camel-Jordans.nl                                                          | Porsche 992 GT3 Cup                                           | Porsche 4.0 L Flat-6                  | 909 | Luc Breukers                               | P                        | 1–2       |
| Red Camel-Jordans.nl                                                          | Porsche 992 GT3 Cup                                           | Porsche 4.0 L Flat-6                  | 909 | Rik Breukers                               | P                        | 1–2       |
| Red Camel-Jordans.nl                                                          | Porsche 992 GT3 Cup                                           | Porsche 4.0 L Flat-6                  | 909 | Fabian Denz                                | P                        | 1–2       |
| Red Camel-Jordans.nl                                                          | Porsche 992 GT3 Cup                                           | Porsche 4.0 L Flat-6                  | 909 | Ivo Breukers                               | P                        | 2         |
| 9und11 Racing                                                                 | Porsche 992 GT3 Cup                                           | Porsche 4.0 L Flat-6                  | 911 | Georg Goder                                | Am                       | 2         |
| 9und11 Racing                                                                 | Porsche 992 GT3 Cup                                           | Porsche 4.0 L Flat-6                  | 911 | Ralf Oehme                                 | Am                       | 2         |
| 9und11 Racing                                                                 | Porsche 992 GT3 Cup                                           | Porsche 4.0 L Flat-6                  | 911 | Tim Scheerbarth                            | Am                       | 2         |
| 9und11 Racing                                                                 | Porsche 992 GT3 Cup                                           | Porsche 4.0 L Flat-6                  | 911 | Martin Schlüter                            | Am                       | 2         |
| Mühlner Motorsport                                                            | Porsche 992 GT3 Cup                                           | Porsche 4.0 L Flat-6                  | 918 | Felipe Fernández Laser                     | P                        | 2         |
| Mühlner Motorsport                                                            | Porsche 992 GT3 Cup                                           | Porsche 4.0 L Flat-6                  | 918 | David Jahn                                 | P                        | 2         |
| Mühlner Motorsport                                                            | Porsche 992 GT3 Cup                                           | Porsche 4.0 L Flat-6                  | 918 | Nick Salewsky                              | P                        | 2         |
| Mühlner Motorsport                                                            | Porsche 992 GT3 Cup                                           | Porsche 4.0 L Flat-6                  | 921 | Julian Hanses                              | P                        | 1–2       |
| Mühlner Motorsport                                                            | Porsche 992 GT3 Cup                                           | Porsche 4.0 L Flat-6                  | 921 | Martin Rump                                | P                        | 1–2       |
| Mühlner Motorsport                                                            | Porsche 992 GT3 Cup                                           | Porsche 4.0 L Flat-6                  | 921 | Valters Zviedris                           | P                        | 1–2       |
| HRT Performance                                                               | Porsche 992 GT3 Cup                                           | Porsche 4.0 L Flat-6                  | 928 | Modèle:Country data white Alexey Denisov   | Am                       | 1         |
| HRT Performance                                                               | Porsche 992 GT3 Cup                                           | Porsche 4.0 L Flat-6                  | 928 | Modèle:Country data white Sergey Titarenko | Am                       | 1         |
| HRT Performance                                                               | Porsche 992 GT3 Cup                                           | Porsche 4.0 L Flat-6                  | 928 | Modèle:Country data white Victor Titarenko | Am                       | 1         |
| Escuderia Faraon                                                              | Porsche 992 GT3 Cup                                           | Porsche 4.0 L Flat-6                  | 949 | Pablo Bras Silvero                         | Am                       | 1–2       |
| Escuderia Faraon                                                              | Porsche 992 GT3 Cup                                           | Porsche 4.0 L Flat-6                  | 949 | Pedro Miguel Lourinho Bras                 | Am                       | 1–2       |
| Escuderia Faraon                                                              | Porsche 992 GT3 Cup                                           | Porsche 4.0 L Flat-6                  | 949 | Fernando Gonzalez Gonzalez                 | Am                       | 1         |
| Escuderia Faraon                                                              | Porsche 992 GT3 Cup                                           | Porsche 4.0 L Flat-6                  | 949 | Agustin Sanabria Crespo                    | Am                       | 2         |
| MDM Motorsport                                                                | Porsche 992 GT3 Cup                                           | Porsche 4.0 L Flat-6                  | 965 | Tom Coronel                                | P                        | 1         |
| MDM Motorsport                                                                | Porsche 992 GT3 Cup                                           | Porsche 4.0 L Flat-6                  | 965 | Hjelte Hoffner                             | P                        | 1         |
| MDM Motorsport                                                                | Porsche 992 GT3 Cup                                           | Porsche 4.0 L Flat-6                  | 965 | Jan Jaap van Roon                          | P                        | 1         |
| Ebimotors                                                                     | Porsche 992 GT3 Cup                                           | Porsche 4.0 L Flat-6                  | 973 | Paolo Gnemmi                               | Am                       | 1         |
| Ebimotors                                                                     | Porsche 992 GT3 Cup                                           | Porsche 4.0 L Flat-6                  | 973 | Riccardo Pera                              | Am                       | 1         |
| Ebimotors                                                                     | Porsche 992 GT3 Cup                                           | Porsche 4.0 L Flat-6                  | 973 | Davide Roda                                | Am                       | 1         |
| Ebimotors                                                                     | Porsche 992 GT3 Cup                                           | Porsche 4.0 L Flat-6                  | 973 | Paolo Venerosi                             | Am                       | 1         |
| Porsche Baltic                                                                | Porsche 992 GT3 Cup                                           | Porsche 4.0 L Flat-6                  | 992 | Robertas Kupcikas                          | Am                       | 1         |
| Porsche Baltic                                                                | Porsche 992 GT3 Cup                                           | Porsche 4.0 L Flat-6                  | 992 | Audrius Piktys                             | Am                       | 1         |
| Porsche Baltic                                                                | Porsche 992 GT3 Cup                                           | Porsche 4.0 L Flat-6                  | 992 | Tautvydas Rudokas                          | Am                       | 1         |
| GT4                                                                           |                                                               |                                       |     |                                            |                          |           |
| CCS Racing                                                                    | Porsche 718 Cayman GT4 RS Clubsport                           | Porsche MDG 4.0 L Flat-6              | 410 | Jim Gebhardt                               | Jim Gebhardt             | 1         |
| CCS Racing                                                                    | Porsche 718 Cayman GT4 RS Clubsport                           | Porsche MDG 4.0 L Flat-6              | 410 | Nikolas Gebhardt                           | Nikolas Gebhardt         | 1         |
| CCS Racing                                                                    | Porsche 718 Cayman GT4 RS Clubsport                           | Porsche MDG 4.0 L Flat-6              | 410 | TBA                                        | TBA                      | TBC       |
| Hamofa Motorsport                                                             | BMW M4 GT4 Evo (G82)                                          | BMW S58B30T0 3.0 L Twin-Turbo I6      | 419 | Kris Verhoeven                             | Kris Verhoeven           | 2         |
| Hamofa Motorsport                                                             | BMW M4 GT4 Evo (G82)                                          | BMW S58B30T0 3.0 L Twin-Turbo I6      | 419 | Mark Verhoeven                             | Mark Verhoeven           | 2         |
| Hamofa Motorsport                                                             | BMW M4 GT4 Evo (G82)                                          | BMW S58B30T0 3.0 L Twin-Turbo I6      | 419 | Rob Verhoeven                              | Rob Verhoeven            | 2         |
| Venture Engineering                                                           | Mercedes-AMG GT4                                              | Mercedes-AMG M178 4.0 L V8            | 421 | Matt George                                | Matt George              | 1–2       |
| Venture Engineering                                                           | Mercedes-AMG GT4                                              | Mercedes-AMG M178 4.0 L V8            | 421 | Matthew Higgins                            | Matthew Higgins          | 1–2       |
| Venture Engineering                                                           | Mercedes-AMG GT4                                              | Mercedes-AMG M178 4.0 L V8            | 421 | Christopher Jones                          | Christopher Jones        | 1–2       |
| Venture Engineering                                                           | Mercedes-AMG GT4                                              | Mercedes-AMG M178 4.0 L V8            | 421 | Neville Jones                              | Neville Jones            | 1–2       |
| Lotus PB Racing                                                               | Lotus Emira GT4                                               | Lotus 2GR-FE 3.6 L V6                 | 426 | Massimo Abbati                             | Massimo Abbati           | 1         |
| Lotus PB Racing                                                               | Lotus Emira GT4                                               | Lotus 2GR-FE 3.6 L V6                 | 426 | Stefano d'Aste                             | Stefano d'Aste           | 1         |
| Lotus PB Racing                                                               | Lotus Emira GT4                                               | Lotus 2GR-FE 3.6 L V6                 | 426 | Alberto Naska                              | Alberto Naska            | 1         |
| Lotus PB Racing                                                               | Lotus Emira GT4                                               | Lotus 2GR-FE 3.6 L V6                 | 426 | Massimiliano Schiavone                     | Massimiliano Schiavone   | 1         |
| SRS Team Sorg Rennsport                                                       | Porsche 718 Cayman GT4 RS Clubsport                           | Porsche MDG 4.0 L Flat-6              | 427 | Thierry Chkondali                          | Thierry Chkondali        | 2         |
| SRS Team Sorg Rennsport                                                       | Porsche 718 Cayman GT4 RS Clubsport                           | Porsche MDG 4.0 L Flat-6              | 427 | Marc Girard                                | Marc Girard              | 2         |
| SRS Team Sorg Rennsport                                                       | Porsche 718 Cayman GT4 RS Clubsport                           | Porsche MDG 4.0 L Flat-6              | 427 | Michel Sallenbach                          | Michel Sallenbach        | 2         |
| SRS Team Sorg Rennsport                                                       | Porsche 718 Cayman GT4 RS Clubsport                           | Porsche MDG 4.0 L Flat-6              | 452 | Harley Haughton                            | Harley Haughton          | 2         |
| SRS Team Sorg Rennsport                                                       | Porsche 718 Cayman GT4 RS Clubsport                           | Porsche MDG 4.0 L Flat-6              | 452 | Maximilian Hill                            | Maximilian Hill          | 2         |
| SRS Team Sorg Rennsport                                                       | Porsche 718 Cayman GT4 RS Clubsport                           | Porsche MDG 4.0 L Flat-6              | 452 | Guy Stewart                                | Guy Stewart              | 2         |
| SRS Team Sorg Rennsport                                                       | Porsche 718 Cayman GT4 RS Clubsport                           | Porsche MDG 4.0 L Flat-6              | 452 | Benito Tagle                               | Benito Tagle             | 2         |
| TCX                                                                           |                                                               |                                       |     |                                            |                          |           |
| asBest Racing                                                                 | CUPRA León TCR                                                | Volkswagen EA888 2.0 L I4             | 102 | Christian Ladurner                         | Christian Ladurner       | 2         |
| asBest Racing                                                                 | CUPRA León TCR                                                | Volkswagen EA888 2.0 L I4             | 102 | Pia Ohlsson                                | Pia Ohlsson              | 2         |
| asBest Racing                                                                 | CUPRA León TCR                                                | Volkswagen EA888 2.0 L I4             | 102 | Junichi Umemoto                            | Junichi Umemoto          | 2         |
| J-Mec Engineering                                                             | BMW M3 E46                                                    | BMW 3.0 L I4                          | 133 | Kevin Clarke                               | Kevin Clarke             | 2         |
| J-Mec Engineering                                                             | BMW M3 E46                                                    | BMW 3.0 L I4                          | 133 | James Collins                              | James Collins            | 2         |
| Sources,:                                                                     |                                                               |                                       |     |                                            |                          |           |
| Ajith Kumar Racing by BKR                                                     |                                                               |                                       |     |                                            |                          |           |
| Ajith Kumar Racing by Red Ant                                                 |                                                               |                                       |     |                                            |                          |           |

| Ajith Kumar Racing by BKR     |
| Ajith Kumar Racing by Red Ant |

| GT3   | GT3        |
| Icone | Classe     |
| ----- | ---------- |
| P     | GT3-Pro    |
| PA    | GT3-Pro Am |
| Am    | GT3-Am     |
| 992   |            |
| Icone | Classe     |
| P     | 992-Pro    |
| Am    | 992-Am     |

## Résultats en course
Les caractères gras indique le gagnant général.
| Jonathan Hui   |
| Chris Froggatt |
| Loek Hartog    |

| Josef Král     |
| Matúš Výboh    |
| Miroslav Výboh |

| Michael Kroll   |
| Alexander Prinz |
| Chantal Prinz   |

| Lionel Amrouche |
| Philippe Bonnel |
| Cyril Calmon    |

| Luc Breukers |
| Rik Breukers |
| Fabian Denz  |
| Ivo Breukers |

| Philip Hamprecht |
| Niclas Jönsson   |
| Tracy Krohn      |

| Thierry Chkondali |
| Marc Girard       |
| Michel Sallenbach |

| Kevin Clarke  |
| James Collins |

## Classement du championnat
| Position | 1er | 2e | 3ème | 4ème | 5ème | 6ème | 7ème | 8e | 9e | 10e | 11e | 12e | 13e | 14e | 15e |
| Points   | 40  | 36 | 32   | 28   | 24   | 20   | 18   | 16 | 14 | 12  | 10  | 8   | 6   | 4   | 2   |

### Classement général des pilotes GT3
|     | Pilotes                                                                     | Equipe                                          | MUG | SPA | MIS | LEC | BAR | BAR |    |
| 12H | Pilotes                                                                     | Equipe                                          | MUG | SPA | MIS | LEC | 24H |     |    |
| --- | --------------------------------------------------------------------------- | ----------------------------------------------- | --- | --- | --- | --- | --- | --- | -- |
| 11  | Michael Kroll Alexander Prinz Chantal Prinz                                 | No. 11 Hofor Racing                             | 11  | 2   |     |     |     |     | 46 |
| 9   | Josef Král Matúš Výboh Miroslav Výboh                                       | No. 56 Scuderia Praha                           | 9   | 3   |     |     |     |     | 46 |
| 1   | Jonathan Hui Chris Froggatt Loek Hartog                                     | No. 193 Ziggo Sport – Tempesta Racing           | Np. | 1   |     |     |     |     | 40 |
| 1   | Fabrizio Broggi Sabino de Castro Sergiu Nicolae                             | No. 95 Manamauri Energy by Ebimotors            | 1   |     |     |     |     |     | 40 |
|     | Torsten Kratz                                                               | No. 11 Hofor Racing                             | Np. | 2   |     |     |     |     | 36 |
| 2   | Hannah Grisham Ian James Gray Newell                                        | No. 27 Heart of Racing by SPS                   | 2   |     |     |     |     |     | 36 |
|     | Dennis Waszek                                                               | No. 56 Scuderia Praha                           | Np. | 3   |     |     |     |     | 32 |
| 3   | Jake Hill Dwight Merriman Kyle Tilley Ryan Dalziel                          | No. 81 Era Motorsport                           | 3   |     |     |     |     |     | 32 |
| 4   | Alessandro Cutrera Leonardo-Maria del Vecchio Marco Frezza David Fumanelli  | No. 8 CCC Kessel Racing                         | 4   |     |     |     |     |     | 28 |
| 5   | Kobe de Breucker Kenneth Hayer Ayrton Redant Yannick Redant                 | No. 93 Red Ant Racing                           | 5   |     |     |     |     |     | 24 |
| 6   | Miro Konôpka Jiatong Liang Zdeno Mikulasko Gerhard Tweraser                 | No. 44 ARC Bratislava                           | 6   |     |     |     |     |     | 20 |
| 7   | Modèle:Country data white David Pogosyan Andrey Solukovtsev Vasily Vladykin | No. 69 Continental Racing by Simpson Motorsport | 7   |     |     |     |     |     | 18 |
| 8   | Arunas Geciauskas Nicola Michelon Tim Müller                                | No. 71 Juta Racing                              | 8   |     |     |     |     |     | 16 |
| 10  | Corinna Gostner David Gostner Manuela Gostner Thomas Gostner                | No. 58 MP Racing                                | 10  |     |     |     |     |     | 12 |
|     | Maximilian Partl                                                            | No. 11 Hofor Racing                             | 11  |     |     |     |     |     | 10 |
| 12  | Lisa Clark Kyle Marcelli Felice Jelmini                                     | No. 29 Pellin Racing                            | 12  |     |     |     |     |     | 8  |
| 13  | Klaus Bachler Jörg Dreisow Manuel Lauck Laura van den Hengel                | No. 73 Proton Huber Competition                 | 13  |     |     |     |     |     | 6  |
|     | Pablo Burguera Oliver Campos Antonio Sainero                                | No. 90 E2P Racing                               | Ret |     |     |     |     |     | 0  |
|     | Thor Haugen Paolo Ruberti                                                   | No. 23 Pellin Racing                            | DNS |     |     |     |     |     | 0  |
|     | Pilotes                                                                     | Equipe                                          | MUG | SPA | MIS | LEC | 12H | 24H |    |
| BAR | Pilotes                                                                     | Equipe                                          | MUG | SPA | MIS | LEC |     |     |    |

| Couleur  | Résultat                       |
| -------- | ------------------------------ |
| Or       | Vainqueur                      |
| Argent   | 2e place                       |
| Bronze   | 3e place                       |
| Vert     | Classé dans les points         |
| Bleu     | Classé hors des points         |
| Bleu     | Non classé (Nc.)               |
| Violet   | Abandon (Abd.)                 |
| Rouge    | Non qualifié (Nq.)             |
| Rouge    | Non pré-qualifié (Npq.)        |
| Noir     | Disqualifié (Dsq.)             |
| Blanc    | Non partant (Np.)              |
| Blanc    | Forfait (Forf.)                |
| Blanc    | Course annulée (A)             |
| Neutre   | Non présent                    |
| Neutre   | Exclu (Ex.)                    |
| Gras     | Pole position                  |
| Italique | Meilleur tour en course        |
| †        | Classé sans terminer la course |
| 1 2 3 …  | Classement dans la catégorie   |

† – Bien que les pilotes n'aient pas achevé la course, ils ont été classés puisqu'ils ont couvert plus de 60 % de la distance du vainqueur de leur catégorie.

### Classement général des équipes GT3
|     | Equipe                                          | MUG | SPA | MIS | LEC | BAR | BAR |    |
| 12H | Equipe                                          | MUG | SPA | MIS | LEC | 24H |     |    |
| --- | ----------------------------------------------- | --- | --- | --- | --- | --- | --- | -- |
| 1   | No. 95 Manamauri Energy by Ebimotors            | 1   |     |     |     |     |     | 40 |
| 2   | No. 27 Heart of Racing by SPS                   | 2   |     |     |     |     |     | 36 |
| 3   | No. 81 Era Motorsport                           | 3   |     |     |     |     |     | 32 |
| 4   | No. 8 CCC Kessel Racing                         | 4   |     |     |     |     |     | 28 |
| 5   | No. 93 Red Ant Racing                           | 5   |     |     |     |     |     | 24 |
| 6   | No. 44 ARC Bratislava                           | 6   |     |     |     |     |     | 20 |
| 7   | No. 69 Continental Racing by Simpson Motorsport | 7   |     |     |     |     |     | 18 |
| 8   | No. 71 Juta Racing                              | 8   |     |     |     |     |     | 16 |
| 9   | No. 56 Scuderia Praha                           | 9   |     |     |     |     |     | 14 |
| 10  | No. 58 MP Racing                                | 10  |     |     |     |     |     | 12 |
| 11  | No. 11 Hofor Racing                             | 11  |     |     |     |     |     | 10 |
| 12  | No. 29 Pellin Racing                            | 12  |     |     |     |     |     | 8  |
| 13  | No. 73 Proton Huber Competition                 | 13  |     |     |     |     |     | 6  |
|     | No. 90 E2P Racing                               | Ret |     |     |     |     |     | 0  |
|     | No. 23 Pellin Racing                            | DNS |     |     |     |     |     | 0  |
|     | Team                                            | MUG | SPA | MIS | LEC | 12H | 24H |    |
| BAR | Team                                            | MUG | SPA | MIS | LEC |     |     |    |

| Couleur  | Résultat                       |
| -------- | ------------------------------ |
| Or       | Vainqueur                      |
| Argent   | 2e place                       |
| Bronze   | 3e place                       |
| Vert     | Classé dans les points         |
| Bleu     | Classé hors des points         |
| Bleu     | Non classé (Nc.)               |
| Violet   | Abandon (Abd.)                 |
| Rouge    | Non qualifié (Nq.)             |
| Rouge    | Non pré-qualifié (Npq.)        |
| Noir     | Disqualifié (Dsq.)             |
| Blanc    | Non partant (Np.)              |
| Blanc    | Forfait (Forf.)                |
| Blanc    | Course annulée (A)             |
| Neutre   | Non présent                    |
| Neutre   | Exclu (Ex.)                    |
| Gras     | Pole position                  |
| Italique | Meilleur tour en course        |
| †        | Classé sans terminer la course |
| 1 2 3 …  | Classement dans la catégorie   |

† – Bien que les pilotes n'aient pas achevé la course, ils ont été classés puisqu'ils ont couvert plus de 60 % de la distance du vainqueur de leur catégorie.

### Pilotes GT3 Pro Am
|     | Pilotes                                                                    | Equipe                               | MUG | SPA | MIS | LEC | BAR | BAR |    |
| 12H | Pilotes                                                                    | Equipe                               | MUG | SPA | MIS | LEC | 24H |     |    |
| --- | -------------------------------------------------------------------------- | ------------------------------------ | --- | --- | --- | --- | --- | --- | -- |
| 1   | Fabrizio Broggi Sabino de Castro Sergiu Nicolae                            | No. 95 Manamauri Energy by Ebimotors | 1   |     |     |     |     |     | 40 |
| 2   | Jake Hill Dwight Merriman Kyle Tilley Ryan Dalziel                         | No. 81 Era Motorsport                | 2   |     |     |     |     |     | 36 |
| 3   | Alessandro Cutrera Leonardo-Maria del Vecchio Marco Frezza David Fumanelli | No. 8 CCC Kessel Racing              | 3   |     |     |     |     |     | 32 |
| 4   | Josef Král Matúš Výboh Miroslav Výboh                                      | No. 56 Scuderia Praha                | 4   |     |     |     |     |     | 28 |
| 5   | Klaus Bachler Jörg Dreisow Manuel Lauck Laura van den Hengel               | No. 73 Proton Huber Competition      | 5   |     |     |     |     |     | 24 |
|     | Pilotes                                                                    | Equipe                               | MUG | SPA | MIS | LEC | 12H | 24H |    |
| BAR | Pilotes                                                                    | Equipe                               | MUG | SPA | MIS | LEC |     |     |    |

| Couleur  | Résultat                       |
| -------- | ------------------------------ |
| Or       | Vainqueur                      |
| Argent   | 2e place                       |
| Bronze   | 3e place                       |
| Vert     | Classé dans les points         |
| Bleu     | Classé hors des points         |
| Bleu     | Non classé (Nc.)               |
| Violet   | Abandon (Abd.)                 |
| Rouge    | Non qualifié (Nq.)             |
| Rouge    | Non pré-qualifié (Npq.)        |
| Noir     | Disqualifié (Dsq.)             |
| Blanc    | Non partant (Np.)              |
| Blanc    | Forfait (Forf.)                |
| Blanc    | Course annulée (A)             |
| Neutre   | Non présent                    |
| Neutre   | Exclu (Ex.)                    |
| Gras     | Pole position                  |
| Italique | Meilleur tour en course        |
| †        | Classé sans terminer la course |
| 1 2 3 …  | Classement dans la catégorie   |

† – Bien que les pilotes n'aient pas achevé la course, ils ont été classés puisqu'ils ont couvert plus de 60 % de la distance du vainqueur de leur catégorie.

### Équipes GT3 Pro Am
|     | Equipe                               | MUG | SPA | MIS | LEC | BAR | BAR |    |
| 12H | Equipe                               | MUG | SPA | MIS | LEC | 24H |     |    |
| --- | ------------------------------------ | --- | --- | --- | --- | --- | --- | -- |
| 1   | No. 95 Manamauri Energy by Ebimotors | 1   |     |     |     |     |     | 40 |
| 2   | No. 81 Era Motorsport                | 2   |     |     |     |     |     | 36 |
| 3   | No. 8 CCC Kessel Racing              | 3   |     |     |     |     |     | 32 |
| 4   | No. 56 Scuderia Praha                | 4   |     |     |     |     |     | 28 |
| 5   | No. 73 Proton Huber Competition      | 5   |     |     |     |     |     | 24 |
|     | Team                                 | MUG | SPA | MIS | LEC | 12H | 24H |    |
| BAR | Team                                 | MUG | SPA | MIS | LEC |     |     |    |

| Couleur  | Résultat                       |
| -------- | ------------------------------ |
| Or       | Vainqueur                      |
| Argent   | 2e place                       |
| Bronze   | 3e place                       |
| Vert     | Classé dans les points         |
| Bleu     | Classé hors des points         |
| Bleu     | Non classé (Nc.)               |
| Violet   | Abandon (Abd.)                 |
| Rouge    | Non qualifié (Nq.)             |
| Rouge    | Non pré-qualifié (Npq.)        |
| Noir     | Disqualifié (Dsq.)             |
| Blanc    | Non partant (Np.)              |
| Blanc    | Forfait (Forf.)                |
| Blanc    | Course annulée (A)             |
| Neutre   | Non présent                    |
| Neutre   | Exclu (Ex.)                    |
| Gras     | Pole position                  |
| Italique | Meilleur tour en course        |
| †        | Classé sans terminer la course |
| 1 2 3 …  | Classement dans la catégorie   |

† – Bien que les pilotes n'aient pas achevé la course, ils ont été classés puisqu'ils ont couvert plus de 60 % de la distance du vainqueur de leur catégorie.

### Pilotes GT3 Am
|     | Pilote                                                                      | Equipe                                          | MUG | SPA | MIS | LEC | BAR | BAR |    |
| 12H | Pilote                                                                      | Equipe                                          | MUG | SPA | MIS | LEC | 24H |     |    |
| --- | --------------------------------------------------------------------------- | ----------------------------------------------- | --- | --- | --- | --- | --- | --- | -- |
| 1   | Hannah Grisham Ian James Gray Newell                                        | No. 27 Heart of Racing by SPS                   | 1   |     |     |     |     |     | 40 |
| 2   | Miro Konôpka Jiatong Liang Zdeno Mikulasko Gerhard Tweraser                 | No. 44 ARC Bratislava                           | 2   |     |     |     |     |     | 36 |
| 3   | Modèle:Country data white David Pogosyan Andrey Solukovtsev Vasily Vladykin | No. 69 Continental Racing by Simpson Motorsport | 3   |     |     |     |     |     | 32 |
| 4   | Arunas Geciauskas Nicola Michelon Tim Müller                                | No. 71 Juta Racing                              | 4   |     |     |     |     |     | 28 |
| 5   | Corinna Gostner David Gostner Manuela Gostner Thomas Gostner                | No. 58 MP Racing                                | 5   |     |     |     |     |     | 24 |
| 6   | Michael Kroll Maximilian Partl Alexander Prinz Chantal Prinz                | No. 11 Hofor Racing                             | 6   |     |     |     |     |     | 20 |
|     | Pablo Burguera Oliver Campos Antonio Sainero                                | No. 90 E2P Racing                               | Ret |     |     |     |     |     | 0  |
|     | Drivers                                                                     | Team                                            | MUG | SPA | MIS | LEC | 12H | 24H |    |
| BAR | Drivers                                                                     | Team                                            | MUG | SPA | MIS | LEC |     |     |    |

| Couleur  | Résultat                       |
| -------- | ------------------------------ |
| Or       | Vainqueur                      |
| Argent   | 2e place                       |
| Bronze   | 3e place                       |
| Vert     | Classé dans les points         |
| Bleu     | Classé hors des points         |
| Bleu     | Non classé (Nc.)               |
| Violet   | Abandon (Abd.)                 |
| Rouge    | Non qualifié (Nq.)             |
| Rouge    | Non pré-qualifié (Npq.)        |
| Noir     | Disqualifié (Dsq.)             |
| Blanc    | Non partant (Np.)              |
| Blanc    | Forfait (Forf.)                |
| Blanc    | Course annulée (A)             |
| Neutre   | Non présent                    |
| Neutre   | Exclu (Ex.)                    |
| Gras     | Pole position                  |
| Italique | Meilleur tour en course        |
| †        | Classé sans terminer la course |
| 1 2 3 …  | Classement dans la catégorie   |

† – Bien que les pilotes n'aient pas achevé la course, ils ont été classés puisqu'ils ont couvert plus de 60 % de la distance du vainqueur de leur catégorie.

### Équipes GT3 Am
|     | Equipe                                          | MUG | SPA | MIS | LEC | BAR | BAR |    |
| 12H | Equipe                                          | MUG | SPA | MIS | LEC | 24H |     |    |
| --- | ----------------------------------------------- | --- | --- | --- | --- | --- | --- | -- |
| 1   | No. 27 Heart of Racing by SPS                   | 1   |     |     |     |     |     | 40 |
| 2   | No. 44 ARC Bratislava                           | 2   |     |     |     |     |     | 36 |
| 3   | No. 69 Continental Racing by Simpson Motorsport | 3   |     |     |     |     |     | 32 |
| 4   | No. 71 Juta Racing                              | 4   |     |     |     |     |     | 28 |
| 5   | No. 58 MP Racing                                | 5   |     |     |     |     |     | 24 |
| 6   | No. 11 Hofor Racing                             | 6   |     |     |     |     |     | 20 |
| 7   | No. 90 E2P Racing                               | Ret |     |     |     |     |     | 0  |
|     | Team                                            | MUG | SPA | MIS | LEC | 12H | 24H |    |
| BAR | Team                                            | MUG | SPA | MIS | LEC |     |     |    |

| Couleur  | Résultat                       |
| -------- | ------------------------------ |
| Or       | Vainqueur                      |
| Argent   | 2e place                       |
| Bronze   | 3e place                       |
| Vert     | Classé dans les points         |
| Bleu     | Classé hors des points         |
| Bleu     | Non classé (Nc.)               |
| Violet   | Abandon (Abd.)                 |
| Rouge    | Non qualifié (Nq.)             |
| Rouge    | Non pré-qualifié (Npq.)        |
| Noir     | Disqualifié (Dsq.)             |
| Blanc    | Non partant (Np.)              |
| Blanc    | Forfait (Forf.)                |
| Blanc    | Course annulée (A)             |
| Neutre   | Non présent                    |
| Neutre   | Exclu (Ex.)                    |
| Gras     | Pole position                  |
| Italique | Meilleur tour en course        |
| †        | Classé sans terminer la course |
| 1 2 3 …  | Classement dans la catégorie   |

† – Bien que les pilotes n'aient pas achevé la course, ils ont été classés puisqu'ils ont couvert plus de 60 % de la distance du vainqueur de leur catégorie.

### Pilotes GTX
|     | Pilotes                                      | Equipe             | MUG | SPA | MIS | LEC | BAR | BAR |    |
| 12H | Pilotes                                      | Equipe             | MUG | SPA | MIS | LEC | 24H |     |    |
| --- | -------------------------------------------- | ------------------ | --- | --- | --- | --- | --- | --- | -- |
| 1   | Arnoud Gomez Olivier Gomez                   | No. 702 Vortex V8  | 1   |     |     |     |     |     | 40 |
| 2   | Lionel Amrouche Philippe Bonnel Cyril Calmon | No. 701 Vortex V8  | 2   |     |     |     |     |     | 36 |
| 3   | Darren Currie Grant Donaldson                | No. 111 111 Racing | 3   |     |     |     |     |     | 32 |
|     | Pilote                                       | Equipe             | MUG | SPA | MIS | LEC | 12H | 24H |    |
| BAR | Pilote                                       | Equipe             | MUG | SPA | MIS | LEC |     |     |    |

| Couleur  | Résultat                       |
| -------- | ------------------------------ |
| Or       | Vainqueur                      |
| Argent   | 2e place                       |
| Bronze   | 3e place                       |
| Vert     | Classé dans les points         |
| Bleu     | Classé hors des points         |
| Bleu     | Non classé (Nc.)               |
| Violet   | Abandon (Abd.)                 |
| Rouge    | Non qualifié (Nq.)             |
| Rouge    | Non pré-qualifié (Npq.)        |
| Noir     | Disqualifié (Dsq.)             |
| Blanc    | Non partant (Np.)              |
| Blanc    | Forfait (Forf.)                |
| Blanc    | Course annulée (A)             |
| Neutre   | Non présent                    |
| Neutre   | Exclu (Ex.)                    |
| Gras     | Pole position                  |
| Italique | Meilleur tour en course        |
| †        | Classé sans terminer la course |
| 1 2 3 …  | Classement dans la catégorie   |

† – Bien que les pilotes n'aient pas achevé la course, ils ont été classés puisqu'ils ont couvert plus de 60 % de la distance du vainqueur de leur catégorie.

### Équipes GTX
|     | Equipe             | MUG | SPA | MIS | LEC | BAR | BAR |    |
| 12H | Equipe             | MUG | SPA | MIS | LEC | 24H |     |    |
| --- | ------------------ | --- | --- | --- | --- | --- | --- | -- |
| 1   | No. 702 Vortex V8  | 1   |     |     |     |     |     | 40 |
| 2   | No. 701 Vortex V8  | 2   |     |     |     |     |     | 36 |
| 3   | No. 111 111 Racing | 3   |     |     |     |     |     | 32 |
|     | Equipe             | MUG | SPA | MIS | LEC | 12H | 24H |    |
| BAR | Equipe             | MUG | SPA | MIS | LEC |     |     |    |

| Couleur  | Résultat                       |
| -------- | ------------------------------ |
| Or       | Vainqueur                      |
| Argent   | 2e place                       |
| Bronze   | 3e place                       |
| Vert     | Classé dans les points         |
| Bleu     | Classé hors des points         |
| Bleu     | Non classé (Nc.)               |
| Violet   | Abandon (Abd.)                 |
| Rouge    | Non qualifié (Nq.)             |
| Rouge    | Non pré-qualifié (Npq.)        |
| Noir     | Disqualifié (Dsq.)             |
| Blanc    | Non partant (Np.)              |
| Blanc    | Forfait (Forf.)                |
| Blanc    | Course annulée (A)             |
| Neutre   | Non présent                    |
| Neutre   | Exclu (Ex.)                    |
| Gras     | Pole position                  |
| Italique | Meilleur tour en course        |
| †        | Classé sans terminer la course |
| 1 2 3 …  | Classement dans la catégorie   |

† – Bien que les pilotes n'aient pas achevé la course, ils ont été classés puisqu'ils ont couvert plus de 60 % de la distance du vainqueur de leur catégorie.

### 992 pilotes
† – Bien que les pilotes n'aient pas achevé la course, ils ont été classés puisqu'ils ont couvert plus de 60 % de la distance du vainqueur de leur catégorie.

### 992 équipes
† – Bien que les pilotes n'aient pas achevé la course, ils ont été classés puisqu'ils ont couvert plus de 60 % de la distance du vainqueur de leur catégorie.

### 992-Am Drivers'
† – Bien que les pilotes n'aient pas achevé la course, ils ont été classés puisqu'ils ont couvert plus de 60 % de la distance du vainqueur de leur catégorie.

### Équipes 992-Am
† – Bien que les pilotes n'aient pas achevé la course, ils ont été classés puisqu'ils ont couvert plus de 60 % de la distance du vainqueur de leur catégorie.

### Pilotes GT4
|     | Pilotes                                                            | Equipe                      | MUG | SPA | MIS | LEC | BAR | BAR |    |
| 12H | Pilotes                                                            | Equipe                      | MUG | SPA | MIS | LEC | 24H |     |    |
| --- | ------------------------------------------------------------------ | --------------------------- | --- | --- | --- | --- | --- | --- | -- |
| 1   | Matthew George Matthew Higgins Christopher Jones Neville Jones     | No. 421 Venture Engineering | 1   |     |     |     |     |     | 40 |
| 2   | Jim Gebhardt Nikolas Gebhardt                                      | No. 410 CCS Racing          | 2   |     |     |     |     |     | 36 |
| 3   | Stefano d'Aste Massimo Abbati Alberto Naska Massimiliano Schiavone | No. 426 Lotus PB Racing     | 3   |     |     |     |     |     | 32 |
|     | Pilote                                                             | Equipe                      | MUG | SPA | MIS | LEC | 12H | 24H |    |
| BAR | Pilote                                                             | Equipe                      | MUG | SPA | MIS | LEC |     |     |    |

| Couleur  | Résultat                       |
| -------- | ------------------------------ |
| Or       | Vainqueur                      |
| Argent   | 2e place                       |
| Bronze   | 3e place                       |
| Vert     | Classé dans les points         |
| Bleu     | Classé hors des points         |
| Bleu     | Non classé (Nc.)               |
| Violet   | Abandon (Abd.)                 |
| Rouge    | Non qualifié (Nq.)             |
| Rouge    | Non pré-qualifié (Npq.)        |
| Noir     | Disqualifié (Dsq.)             |
| Blanc    | Non partant (Np.)              |
| Blanc    | Forfait (Forf.)                |
| Blanc    | Course annulée (A)             |
| Neutre   | Non présent                    |
| Neutre   | Exclu (Ex.)                    |
| Gras     | Pole position                  |
| Italique | Meilleur tour en course        |
| †        | Classé sans terminer la course |
| 1 2 3 …  | Classement dans la catégorie   |

† – Bien que les pilotes n'aient pas achevé la course, ils ont été classés puisqu'ils ont couvert plus de 60 % de la distance du vainqueur de leur catégorie.

### Équipes GT4
|     | Equipe                      | MUG | SPA | MIS | LEC | BAR | BAR |    |
| 12H | Equipe                      | MUG | SPA | MIS | LEC | 24H |     |    |
| --- | --------------------------- | --- | --- | --- | --- | --- | --- | -- |
| 1   | No. 421 Venture Engineering | 1   |     |     |     |     |     | 40 |
| 2   | No. 410 CCS Racing          | 2   |     |     |     |     |     | 36 |
| 3   | No. 426 Lotus PB Racing     | 3   |     |     |     |     |     | 32 |
|     | Equipe                      | MUG | SPA | MIS | LEC | 12H | 24H |    |
| BAR | Equipe                      | MUG | SPA | MIS | LEC |     |     |    |

| Couleur  | Résultat                       |
| -------- | ------------------------------ |
| Or       | Vainqueur                      |
| Argent   | 2e place                       |
| Bronze   | 3e place                       |
| Vert     | Classé dans les points         |
| Bleu     | Classé hors des points         |
| Bleu     | Non classé (Nc.)               |
| Violet   | Abandon (Abd.)                 |
| Rouge    | Non qualifié (Nq.)             |
| Rouge    | Non pré-qualifié (Npq.)        |
| Noir     | Disqualifié (Dsq.)             |
| Blanc    | Non partant (Np.)              |
| Blanc    | Forfait (Forf.)                |
| Blanc    | Course annulée (A)             |
| Neutre   | Non présent                    |
| Neutre   | Exclu (Ex.)                    |
| Gras     | Pole position                  |
| Italique | Meilleur tour en course        |
| †        | Classé sans terminer la course |
| 1 2 3 …  | Classement dans la catégorie   |

† – Bien que les pilotes n'aient pas achevé la course, ils ont été classés puisqu'ils ont couvert plus de 60 % de la distance du vainqueur de leur catégorie.

### Pilotes TCX
† – Bien que les pilotes n'aient pas achevé la course, ils ont été classés puisqu'ils ont couvert plus de 60 % de la distance du vainqueur de leur catégorie.

### Équipes TCX
† – Bien que les pilotes n'aient pas achevé la course, ils ont été classés puisqu'ils ont couvert plus de 60 % de la distance du vainqueur de leur catégorie.

## Diffuseur
Les courses sont diffusé en direct sur la chaîne Youtube du promoteur Creventic : Creventic Motorsports TV